# Orthogonis erythropus
Orthogonis erythropus är en tvåvingeart som först beskrevs av Wulp 1898.  Orthogonis erythropus ingår i släktet Orthogonis och familjen rovflugor. Inga underarter finns listade i Catalogue of Life.